# ناحیه اشکاشم
اِشکاشِم یکی از ناحیه‌های ولایت خودمختار کوهستان بدخشان است که در شرق جمهوری تاجیکستان قرار دارد.
مرکز آن روستای اشکاشم است که در کنارهٔ رود پنج در مرز با افغانستان قرار دارد.

## پیشینه
منابع قدیمی فارسی و عربی نوشته‌اند که ناحیه اشکاشم در گذشته وَخان نام داشته‌است ولی این از احتمال دور است، زیرا پیش از استیلای شوروی اشکاشم یک ناحیه جدا و وخان ناحیه‌ای دیگر بوده‌است.
اشکاشم از زمان سامانیان تا سال ۱۸۹۵ حکومتی مستقل داشته و فرمانروایان آن را «شاخ» می‌خوانده‌اند. قلمرو پادشاهی وخان سرزمین امروزه ناحیه اشکاشم و اشکاشم، افغانستان در دو کناره رود پنج را در بر می‌گرفته‌است.
سال ۱۸۹۵ پادشاهی اشکاشم، که در هر دو کناره رود پنج قرار داشت، در پی جهانگیری‌های روسیه و بریتانیا دوپاره گردید و کناره راست به امارت بخارا و کناره چپ به افغانستان داده شد.
اشکاشم در سال‌های ۱۸۷۸ – ۱۹۲۰ یکی از بیک‌نشین‌های امارت بخارا بود و بیک در روستای اشکاشم می‌نشسته و میر خوانده می‌شد.
پس از انقلاب بخارا در سال ۱۹۲۰ و تأسیس جمهوری مختار شوروی تاجیکستان در سال ۱۹۲۴ اشکاشم بخشی از ولایت خودمختار کوهستان بدخشان گردید، که ۲ ژانویه سال ۱۹۲۵ تأسیس شد.

## جماعت‌ها
ناحیهٔ اشکاشم شش جماعت (دهستان) دارد:
1. اَندَراب
2. اِشکاشِم
3. زانگ
4. قاضی‌دِه
5. شیتخَرو
6. وِرَنگ

بزرگ‌ترین روستاهای اشکاشم:
اشکاشم •  ولسوالی اندراب •  قاضی‌ده •  شیتخرو •  زانگ •  ورنگ
نقاط دیدنی:
گرم‌چشمه •  قله کارل مارکس •  دژ قهقهه •  کوه لعل •  سنگ‌نگاره‌های سکایی •  دره وخان •  دریاچه زرکول